# Jacky Mmaee
Jacky Mmaee (16 november 1994) is een Belgisch voetballer van Marokkaanse en Kameroense afkomst die doorgaans als aanvaller speelt. Hij is een oudere broer van voetballers Ryan Mmaee, Samy Mmaee en Camil Mmaee.

## Carrière
Jacky Mmaee werd geboren als de zoon van een Kameroense vader en een Marokkaanse moeder. Hij begon zijn jeugdopleiding bij FC Brussels en zette die vervolgens verder bij KAA Gent, STVV en Roda JC. In 2017 trok hij naar FC Wiltz 71, waar hij twee seizoenen in de Éirepromotioun speelde. Na twee seizoenen pikte eersteklasser Progrès Niedercorn hem daar op. Na één seizoen verhuisde hij naar reeksgenoot Racing Luxemburg. Door een enkelblessure miste hij quasi het volledige seizoen 2020/21. Zijn aflopende contract werd hierdoor niet verlengd.
Na een paar maanden zonder club vond Mmaee in januari 2022 onderdak bij KSK Heist, dat toen uitkwam in Eerste nationale. Na een half seizoen bij Heist ging hij aan de slag bij reeksgenoot Rupel Boom.

## Clubstatistieken
| Seizoen | Club               | Competitie        | Competitie | Competitie | Beker | Beker | Supercup | Supercup | Europees | Europees | Totaal | Totaal |
| Seizoen | Club               | Competitie        | Wed.       | Dlp.       | Wed.  | Dlp.  | Wed.     | Dlp.     | Wed.     | Dlp.     | Wed.   | Dlp.   |
| ------- | ------------------ | ----------------- | ---------- | ---------- | ----- | ----- | -------- | -------- | -------- | -------- | ------ | ------ |
| 2017/18 | FC Wiltz 71        | Éirepromotioun    | 27         | 17         | 5     | 3     | —        | —        | —        | —        | 32     | 20     |
| 2018/19 | FC Wiltz 71        | Éirepromotioun    | 24         | 11         | 2     | 0     | —        | —        | —        | —        | 26     | 11     |
| 2019/20 | Progrès Niedercorn | Nationaldivisioun | 14         | 4          | 2     | 0     | —        | —        | 3        | 0        | 19     | 4      |
| 2020/21 | Racing Luxemburg   | Nationaldivisioun | 4          | 1          | 0     | 0     | —        | —        | —        | —        | 4      | 1      |
| 2021/22 | KSK Heist          | Eerste nationale  | 13         | 2          | 0     | 0     | —        | —        | —        | —        | 13     | 2      |
| TOTAAL  | TOTAAL             | TOTAAL            | 82         | 35         | 9     | 3     | 0        | 0        | 3        | 0        | 94     | 38     |

Bijgewerkt op 8 september 2023.